# Кунчо Патев
Кунчо Павлов Патев е български партизанин, офицер, генерал-майор.

## Биография
Роден е на 10 юни 1922 г. в пловдивското село Слатина. Завършва гимназия в Карлово през 1941 г. От 1939 г. е член на РМС, а от август 1944 г. и на БКП. През 1940 г. основава комитет на съюза в родното си село. От 1941 до 1943 г. е на наборна военна служба в двадесет и трети пехотен шипченски полк. Докато служи там през 1942 г. завършва Школа за запасни офицери. От 2 октомври 1943 г. е партизанин и командир на богданската чета в рамките на пловдивския партизански отряд „Васил Левски“, а от 1944 г. е военен инструктор на втора средногорска бригада „Васил Левски“ и малко по-късно командир на батальон в бригадата. След 9 септември 1944 г. става командир на гвардейски батальон в девети пехотен пловдивски полк, с който участва в сражения с германците. На следващата година завършва курс в Народното военно пехотно училище „Васил Левски“. След това е последователно командир на батальон в първи пехотен софийски полк и девети пехотен пловдивски полк. През 1949 сключва брак със Слава Иванова Велинова – партизанка от Радомирския отряд. Има двама сина. Овдовява през 1960 г. Негова втора съпруга е певицата Стефка Съботинова. До 1952 г. е началник на Организационния отдел на Организационно-мобилизационното управление на Генералния щаб. След това е назначен за командир на седемнадесета стрелкова родопска дивизия. Завършил е Военната академия „М.В. Фрунзе“ (1946 – 1949) със златен медал и Военната академия на Генералния щаб на армията на СССР. В периода 1963 – 1969 г. е командир на втора мотострелкова дивизия. От 1964 г. е генерал-майор. През 1983 г. публикува партизански спомени „Дни на обич и омраза“. Почива на 10 март 2008 г. в гр. София.